# Rod Coleman
Rod Coleman (Whanganui, 19 de junio de 1926-Whanganui, 6 de agosto de 2019) fue un piloto de motociclismo neozelandés que compitió en el Campeonato del Mundo de Motociclismo desde 1951 hasta 1956.

## Biografía
Coleman era hijo de Percy "Cannonball" Coleman, el segundo neozelandés que compitió también en la TT Isla de Man en 1930. En 1951, Coleman se asegura un contrato con la fábrica británica, Associated Motorcycles, que producía AJS y Matchless. Consiguió un octavo puesto en el TT Isla de Man de 1951 y consiguió la duodécima posición en la clasificación general de 350cc.
En la temporada 1952 fue su año más exitoso. Acabó tercero en la clasificación general de 350cc con cinco podios y cuarto en la general del medio litro con otro podio más. No sería hasta 1954 cuando conseguiría su única victoria en un Gran Premio. Sería en la TT Isla de Man en la categoría de Junior, convirtiéndose en el primer neozelandés en ganar en la TT.
Coleman se casó con una mujer británica, Jacqueline Etherington, y regresó a Wanganui donde dirigió un próspero negocio de motocicletas y automóviles. En 2001, Coleman sería galardonado con la Orden de Mérito de Nueva Zelanda, por sus servicios al mundo del motociclismo del país.

## Resultados
Sistema de puntuación desde 1950 hasta 1968:
Sistema de puntuación desde 1950 hasta 1968:
| Posición | 1.º | 2.º | 3.º | 4.º | 5.º | 6.º |
| Puntos   | 8   | 6   | 4   | 3   | 2   | 1   |

Los 5 mejores resultados se contaban hasta 1955.
(Carrera en cursiva indica Vuelta rápida)
| Año  | Cat.   | Equipo        | 1       | 2       | 3       | 4       | 5       | 6      | 7       | 8       | 9       | Pts. | Pos. |
| ---- | ------ | ------------- | ------- | ------- | ------- | ------- | ------- | ------ | ------- | ------- | ------- | ---- | ---- |
| 1949 | 350cc  | AJS           | IOM -   | SUI -   | NED Ret | BEL -   | ULS -   |        |         |         |         | 0    | –    |
| 1951 | 350 cc | AJS           | ESP -   | SUI -   | IOM 8   | BEL 9   | NED 4   | FRA 6  | ULS 8   | NAT 6   |         | 5    | 12.º |
| 1951 | 500 cc | Norton        | ESP -   | SUI -   | IOM Ret | BEL 10  | NED -   | FRA 11 | ULS Ret | NAT Ret |         | 0    | -    |
| 1952 | 350 cc | AJS           | SUI 2   | IOM 3   | NED 3   | BEL Ret | GER -   | ULS 3  | NAT 2   |         |         | 30   | 3.º  |
| 1952 | 500 cc | Norton        | SUI 5   | IOM 4   | NED 5   | BEL 5   | GER Ret | ULS 2  | NAT Ret | ESP -   |         | 15   | 4.º  |
| 1953 | 350 cc | AJS           | IOM Ret | NED -   | BEL 6   |         | FRA Ret | ULS 3  | SUI 3   | NAT -   | ESP -   | 9    | 6.º  |
| 1953 | 500 cc | AJS Corcupine | IOM 4   | NED Ret | BEL 5   |         | FRA 7   | ULS 7  | SUI 5   | NAT -   | ESP Ret | 7    | 10.º |
| 1954 | 350 cc | AJS           | FRA -   | IOM 1   | ULS -   | BEL Ret | NED 3   | GER 2  | SUI 5   | NAT Ret | ESP -   | 20   | 3.º  |
| 1954 | 500 cc | AJS           | FRA -   | IOM Ret |         | BEL Ret | NED 4   | GER 8  | SUI 5   | NAT Ret | ESP -   | 5    | 12.º |
| 1956 | 350 cc | NSU           | IOM -   | NED -   | BEL -   | GER -   | ULS 4   | NAT -  |         |         |         | 3    | 10.º |
| 1956 | 350cc  | AJS           | IOM Ret | NED -   | BEL -   | GER -   | ULS 12  | NAT -  |         |         |         | 0    | -    |
| 1956 | 500cc  | Norton        | IOM -   | NED -   | BEL -   | GER Ret | ULS Ret | NAT -  |         |         |         | 0    | -    |